# Кавалеры ордена Святого Георгия IV класса Ч
Кавалеры ордена Святого Георгия IV класса на букву «Ч» 
Список составлен по алфавиту персоналий. Приводятся фамилия, имя, отчество; звание на момент награждения; номер по списку Григоровича — Степанова (в скобках номер по списку Судравского); дата награждения. Лица, чьи имена точно идентифицировать не удалось, не викифицируются. Курсивом выделены кавалеры, получившие орден за службу в частях Восточного фронта Русской армии и Северной армии во время Гражданской войны.

## Ча
- Чавчавадзе, Арчил Гульбатович; подполковник; 2 августа 1879
- Чавчавадзе, Давид Захарович; ротмистр; 7 апреля 1915
- Чавчавадзе, Захарий Гульбатович; капитан; № 9293; 6 февраля 1854
- Чавчавадзе, Иван Сульханович; полковник; 12 июня 1878
- Чавчавадзе, Николай Михайлович; полковник; 15 октября 1916
- Чавчавадзе, Спиридон Иванович; майор; № 7378; 27 ноября 1845
- Чавчавадзе, Спиридон Михайлович; полковник; 29 августа 1916
- Чавчавадзе, Ясон Иванович; майор; № 7037; 4 декабря 1843
- Чагин, Иван Иванович; капитан 2-го ранга; 18 сентября 1905
- Чагин, Иван Петрович; майор; № 769; 26 ноября 1790
- Чагин, Пётр Николаевич; штабс-ротмистр; № 2987; 8 января 1815
- Чадин, Апполос Елисеевич; подполковник; № 4479; 18 декабря 1830
- Чайкин, Николай Иванович; прапорщик; 29 июля 1916
- Чайко, Моисей Петрович; поручик; 3 февраля 1915
- Чайковский, Иван; поручик; 29 июля 1916
- Чайковский, Иван Степанович; капитан-лейтенант; № 6868; 3 декабря 1842
- Чайковский, Николай Николаевич; штабс-ротмистр; 4 марта 1917
- Чайковский, Пётр Петрович; полковник; № 4259; 30 января 1829
- Чайковский, Тихон Львович; капитан-лейтенант; № 3253; 26 ноября 1816
- Чаликов, Антон Степанович; полковник; № 1945 (852); 20 мая 1808
- Чаликов, Борис Антонович; полковник; № 8631; 26 ноября 1851
- Чаликов, Григорий Антонович; ротмистр; № 8292; 26 ноября 1849
- Чаликов, Николай Антонович; полковник; № 7978; 26 ноября 1848
- Чанышев, Владимир Александрович; капитан; № 5897; 1 декабря 1838
- Чапкин, Николай Васильевич; подполковник; № 9729; 26 ноября 1855
- Чаплин, Алексей; подполковник; № 1451; 26 ноября 1802
- Чаплин, Алексей Матвеевич; подполковник; № 8952; 1 февраля 1852
- Чаплин, Георгий Ермолаевич; капитан 2-го ранга; 1917
- Чаплин, Пётр; майор; № 1454; 26 ноября 1802
- Чаплинский, Давид Леонтьевич; майор; № 3846; 12 декабря 1824
- Чаплиц, Юстин Адамович; полковник; № 4628; 25 декабря 1831
- Чаплыгин, Александр Иванович; генерал-майор; 10 июня 1916
- Чаплыгин, Арсений Иванович; генерал-майор; 13 января 1915
- Чаплыгин, Владимир Харитонович; подполковник; № 5996; 3 декабря 1839
- Чаплыгин, Яков Васильевич; полковник; № 5531; 29 ноября 1837
- Чарныш, Иван Иванович; генерал-майор; № 1750 (736); 8 апреля 1807
- Чарухчев, Леон Степанович; подполковник; 15 октября 1916
- Чарыков, Николай Павлович; полковник; 22 декабря 1916
- Чашинский, Павел Иосифович; подполковник; 19 мая 1915
- Чашков, Михаил Трофимович; поручик; 19 ноября 1916
- Чащихин, Александр; поручик; 11 января 1917

## Че
- Чебан, Иван Иванович; подпоручик; 26 ноября 1917
- Чебанков, Яков Иванович; подполковник; 2 мая 1915 (посмертно)
- Чебеняев, Илиодор Михайлович; подпоручик; 13 марта 1915
- Чеботарёв, Алексей Андреевич; полковник; № 2517 (1150); 31 декабря 1812
- Чеботарёв, Михаил Васильевич; полковник; № 3921; 26 ноября 1826 — за выслугу лет
- Чеботкевич, Александр Осипович; майор; № 4744; 21 декабря 1832
- Чеботкевич, Василий Иванович; капитан; 13 января 1915 (посмертно)
- Чебыкин, Николай; штабс-капитан; 31 декабря 1916
- Чебышёв, Пётр Афанасьевич; капитан-лейтенант; № 10022; 26 ноября 1856 — за 18 морских кампаний
- Чебышёв, Сергей Сергеевич; генерал-майор; № 4308; 19 декабря 1829 — за выслугу лет
- Чевкин, Владимир Иванович; полковник; № 1227; 26 ноября 1795
- Чевкин, Константин Владимирович; генерал-лейтенант; № 6908; 4 декабря 1843 — за выслугу лет
- Чеглов, Михаил Петрович; полковник; 7 ноября 1916
- Чеглоков, Нил Александрович; лейтенант; № 3533; 6 июня 1821
- Чеглоков, Павел Николаевич; премьер-майор; № 1181 (611); 1 января 1795
- Чекатовский, Игнатий Игнатьевич; полковник; 31 декабря 1916
- Чекин, Василий Павлович; капитан; 12 декабря 1914
- Чекин, Павел Афанасьевич; капитан-лейтенант; № 4516; 18 декабря 1830
- Чекмарёв, Валентин Петрович; подпоручик; 25 сентября 1917
- Чекмарёв, Дмитрий Иванович; полковник; № 6966; 4 декабря 1843 — за выслугу лет
- Чекмарёв, Иван Борисович; поручик; № 148 (127); 3 августа 1771
- Чекрыжев, Иван Николаевич; коллежский асессор; № 1287; 4 августа 1796
- Чекулаев, Егор Васильевич; подполковник; № 5598; 29 ноября 1837
- Челеев (Челяев), Дмитрий Дмитриевич; капитан-лейтенант; № 2137; 26 ноября 1809 — за 18 морских кампаний
- Челищев, Алексей Александрович; генерал-майор; 30 марта 1879
- Челищев, Николай Егорович; полковник; № 8866; 1 февраля 1852 — за выслугу лет
- Челищев, Пётр Иванович; полковник; № 2213; 26 ноября 1810
- Челищев, Платон Иванович; полковник; № 8877; 1 февраля 1852
- Челмогорский, Евгений Владимирович; поручик; 30 декабря 1919
- Челокаев, Захарий Дмитриевич; подполковник; № 8451; 26 ноября 1850
- Челокаев, Иван Николаевич; подполковник; № 8014; 26 ноября 1848
- Челокаев, Илья Васильевич; прапорщик; 7 ноября 1916 (посмертно)
- Челпанов, Николай; прапорщик; 3 марта 1919 (посмертно)
- Челяев, Пётр; капитан-лейтенант; № 1440; 26 ноября 1802
- Челяев, Фёдор Степанович; капитан-лейтенант; № 1620; 26 ноября 1804
- Чемоданов, Пётр Алексеевич; полковник; № 832 (445); 26 марта 1791
- Чемоданов, Семён Петрович; поручик; № 1157 (587); 1 января 1795
- Чеодаев, Михаил Иванович; полковник; № 3554; 16 декабря 1821
- Чепега, Захарий Алексеевич; бригадир; № 587 (271); 12 декабря 1789
- Чеплевский, Епифаний Дмитриевич; майор; № 9324; 17 октября 1854
- Чепурнов, Александр Григорьевич; подпоручик; 14 июня 1915
- Чепурнов, Иван Алексеевич; полковник; № 5548; 29 ноября 1837
- Червинский, Александр Васильевич; ротмистр; № 7680; 1 января 1847
- Червинский, Аркадий Николаевич; майор; № 6603; 5 декабря 1841
- Червонный, Прокофий Ефимович; подполковник; № 5431; 6 декабря 1836
- Червонный, Семён; капитан; № 6374; 11 декабря 1840
- Червяков, Сергей Яковлевич; штабс-капитан; 25 сентября 1917
- Чердилели, Михаил Чердилелевич; капитан; 1 января 1878
- Черевин, Пётр Александрович; генерал-майор; 30 августа 1879
- Черевко, Григорий Прокопиевич; майор; № 8061; 26 ноября 1848
- Чередеев, Иван Васильевич; подполковник; № 7820; 26 ноября 1847
- Черемисинов, Матвей Логинович; полковник; № 133 (112); 9 июля 1771
- Черемисинов, Константин Александрович; подъесаул; 23 января 1917 (посмертно)
- Черемисинов, Николай Владимирович; полковник; 12 апреля 1878
- Черемисинов, Яков; подполковник; № 423; 26 ноября 1785
- Черемисинов, Яков Яковлевич; полковник; № 2575; 9 мая 1813
- Черемисов, Владимир Андреевич; генерал-лейтенант; 28 июня 1917
- Черёмушкин, Тимофей Трофимович; майор; № 8537; 26 ноября 1850
- Черепанов, Николай Владимирович; штабс-капитан; 31 декабря 1916 (посмертно)
- Черепов, Александр Николаевич; подполковник; 25 июня 1916
- Черепов, Антон Андреевич; полковник; № 4951; 3 декабря 1834 — за выслугу лет
- Черепов, Иван; майор; № 2236; 26 ноября 1810
- Черепов, Кирилл Леонтьевич; полковник; № 8381; 26 ноября 1850
- Черец, Филипп Степанович; майор; № 7503; 12 января 1846
- Черешников, Григорий; бригадир; № 31 (31); 22 сентября 1770
- Черказ, Смефориан Викентьевич; майор; № 7476; 12 января 1846
- Черкасов, Григорий Петрович; подполковник; № 4231; 25 декабря 1828
- Черкасов, Дмитрий Александрович; полковник; № 3701; 26 ноября 1823
- Черкасов, Иван (Львович, Михайлович?); подполковник; № 7612; 1 января 1847
- Черкасов, Константин Иванович; подполковник (капитан 2-го ранга?); № 6552; 5 декабря 1841
- Черкасов, Константин Семёнович; поручик; № 10256; 30 августа 1869
- Черкасов, Николай (Львович?); полковник; № 4961; 3 декабря 1834
- Черкасов, Павел Петрович; генерал-майор; № 3791; 12 декабря 1824
- Черкасов, Пётр Владимирович; полковник; 22 мая 1915
- Черкасов, Пётр Нилович; капитан 2-го ранга; 29 февраля 1916 (посмертно)
- Черкасс, Леонид Владимирович; штабс-ротмистр; 22 декабря 1917 (посмертно)
- Черкезов, Георгий Дмитриевич; капитан; 13 ноября 1916
- Черкесов, Ермолай Григорьевич; подполковник; № 4865; 25 декабря 1833
- Черкесов, Николай Петрович; полковник; № 6952; 4 декабря 1843
- Черков, Василий Герасимович; подпоручик; № 1169 (599); 1 января 1795
- Черков, Павел Платонович; подпоручик; 19 апреля 1878
- Черкудинов, Козьма Иванович; майор; № 7274; 17 декабря 1844
- Чермоев, Арцу (Арцу-Чермоев); подполковник; № 10164; 20 сентября 1859
- Чермоев, Владимир Александрович; генерал-майор; 11 марта 1915
- Чернавин, Всеволод Владимирович; генерал-лейтенант; 1 сентября 1915
- Чернавкин, Василий Степанович; майор; № 7472; 12 января 1846
- Чернавский, Василий; капитан-лейтенант; № 3863; 12 декабря 1824
- Чернат, Александр; генерал-майор румынской службы; 6 сентября 1877
- Черневский, Борис Иванович; подполковник; 19 мая 1915
- Черневский, Викентий Юрьевич; подполковник; № 5991; 3 декабря 1839
- Чернеев, Пётр Иванович; капитан; № 6649; 5 декабря 1841
- Черненко, Карп Дмитриевич; прапорщик; 5 мая 1917
- Чернивецкий, Борис Семёнович; штабс-капитан; 21 мая 1917
- Черников, Алексей Михайлович; подполковник; № 5023; 3 декабря 1834
- Черников, Лаврентий Иванович; капитан 2-го ранга; № 4167; 30 августа 1828
- Черников, Николай Яковлевич; подполковник; № 5038; 3 декабря 1834
- Черников, Самсон Иванович; майор; № 1780 (765); 26 апреля 1807
- Черниловский-Сокол, Борис (Бронислав) Фаддеевич; капитан; 6 июля 1915
- Черниловский-Сокол, Николай Иванович; мичман; 22 февраля 1904
- Черниский, Николай Павлович; подполковник; № 5207; 1 декабря 1835
- Черницкий, Гавриил Антонович; полковник; № 5378; 6 декабря 1836
- Черницкий, Михаил Иванович; майор; № 5050; 3 декабря 1834
- Чернобаев, Николай Васильевич; подполковник; 1 марта 1916
- Чернобородов, Антон Герасимович; подполковник; № 3966; 26 ноября 1826
- Чернов, Валентин Георгиевич; сотник; 4 марта 1917
- Чернов, Николай Васильевич; полковник; 30 ноября 1915
- Чернов, Пахом Кондратьевич; полковник; № 2535 (1168); 3 января 1813
- Черноглазов, Михаил Александрович; капитан; № 4182; 16 ноября 1828
- Чернозубов, Илья Фёдорович; полковник; № 2634; 17 августа 1813
- Чернозубов, Пётр Авраамович; полковник; № 1691 (677); 24 февраля 1806
- Черноперов, Евстафий Мефодиевич; подполковник; 5 ноября 1916
- Черноярский, Григорий Иванович; полковник; 21 января 1917
- Черных, Николай Петрович; подпоручик; 3 февраля 1916
- Чернышёв, Александр Иванович; штабс-ротмистр; № 1991 (899); 20 мая 1808
- Чернышёв, Владимир; прапорщик; 9 мая 1919 (посмертно)
- Чернышёв, Иван Степанович; капитан; № 9252; 26 ноября 1853
- Чернышёв, Константин Константинович; поручик; 27 января 1917
- Чернышёв, Фёдор Сергеевич; генерал-майор; № 9040; 26 ноября 1853 — за выслугу лет
- Чернявин, Иван; надворный советник; № 1537; 26 ноября 1803
- Чернявский, Александр Степанович; капитан; № 8560; 26 ноября 1850
- Чернявский, Иван Иванович; майор; № 6072; 3 декабря 1839
- Чернявский, Пётр Иванович; полковник; № 4781; 25 декабря 1833
- Чернявский, Сергей Сергеевич; поручик; 4 марта 1917 (посмертно)
- Черняев, Владимир Павлович; подпоручик; 4 марта 1917 (посмертно)
- Черняев, Вячеслав Михайлович; подпоручик; 10 октября 1915
- Черняев, Григорий Никитич; генерал-майор; № 10188; 26 ноября 1860
- Черняев, Дмитрий; поручик; № 8128; 26 ноября 1848
- Черняев, Фёдор Михайлович; штабс-капитан; № 6666; 5 декабря 1841
- Черняк; ротмистр; № 2796; 20 января 1814
- Черняк, Александр; штабс-капитан; 7 мая 1881
- Черняк, Даниил Васильевич; поручик; 7 февраля 1917
- Черняк, Фёдор Иванович; подполковник; № 5019; 3 декабря 1834
- Черский, Пётр Васильевич; полковник; 30 июня 1917
- Чертков, Дмитрий Васильевич; капитан; № 824 (437); 25 марта 1791
- Чертков, Иван Дмитриевич; действительный статский советник; № 5120; 1 декабря 1835 — за выслугу лет
- Чертков, Михаил Иванович; полковник; № 10146; 27 мая 1859
- Чертков, Николай Дмитриевич; генерал-майор; № 6693; 3 декабря 1842
- Чертов, Иван Васильевич; полковник; № 243; 26 ноября 1774
- Чертов, Павел Аполлонович; генерал-майор; № 3695; 26 ноября 1823 — за выслугу лет
- Черторижский, Иван Николаевич; полковник; № 3912; 26 ноября 1826
- Черторижский, Павел Николаевич; полковник; № 6441; 5 декабря 1841
- Черторижский, Пётр Николаевич; полковник; № 5730; 1 декабря 1838
- Черыков, Николай Леонтьевич; подъесаул; 17 апреля 1915
- Черячукин, Александр Васильевич; генерал-майор; 30 декабря 1915
- Чеславский, Василий Владимирович; есаул; 12 февраля 1907
- Чесменский, Александр Алексеевич; полковник; № 1051 (536); 28 июня 1794
- Чеснаков, Николай Владимирович; штабс-капитан; 26 января 1917
- Чеснов, Сидор Ильич; секунд-майор; № 579; 26 ноября 1788
- Чеснок, Евстафий Иванович; подполковник; № 8488; 26 ноября 1850
- Чеснок, Николай Иванович; капитан; № 5656; 29 ноября 1837
- Честнейший, Иван Степанович; подпоручик; 6 сентября 1917 (посмертно)
- Честной, Василий Дмитриевич; поручик; 27 сентября 1916
- Четвериков, Василий Филиппович; подполковник; № 7026; 4 декабря 1843
- Четвертинский, Борис Антонович; полковник; № 1633 (663); 12 января 1806
- Четов, Пётр; подполковник; № 95; 25 ноября 1770
- Четыркин, Александр Николаевич; подпоручик; 3 февраля 1916
- Чефалиано, Михаил Иванович; капитан 1-го ранга; № 931 (505); 31 августа 1792
- Чехнеков, Егор; подполковник; № 949; 26 ноября 1792
- Чеховский, Иосиф Феликсович; прапорщик; 5 января 1878
- Чеча, Владимир Ефимович; подпоручик; 29 августа 1916
- Чечек, Станислав; подпоручик; 31 марта 1917
- Чеченский, Александр Николаевич; ротмистр; № 2513 (1146); 23 декабря 1812
- Чешля, Александр Станиславович; подпоручик; 29 октября 1917

## Чи
- Чибисов, Иван Алексеевич; подполковник; 31 мая 1915
- Чивилев, Николай Антонович; полковник; № 5148; 1 декабря 1835
- Чигирь, Андрей Васильевич; капитан-лейтенант; № 5495; 6 декабря 1836
- Чигирь, Григорий Васильевич; подполковник; № 8036; 26 ноября 1848
- Чиж, Михаил Антонович; подполковник; № 8927; 1 февраля 1852
- Чиж, Степан Фелицианович; подполковник; № 9394; 26 ноября 1854
- Чижевский, Григорий Григорьевич; подполковник; № 5206; 1 декабря 1835
- Чижевский, Григорий Романович; капитан; 18 сентября 1916
- Чижевский, Рафаил Никитич; капитан; № 9305; 19 мая 1854
- Чижиков, Пётр Львович; капитан; 25 апреля 1915
- Чижмаков, Михаил Васильевич; поручик; 31 июля 1917
- Чижов, Даниил Иванович; подполковник; 31 октября 1917
- Чижов, Михаил Иванович; генерал-майор; 18 октября 1917
- Чикалин, Владимир Николаевич; штабс-капитан; 19 апреля 1878
- Чиковани, Николай Мирабович; подполковник; 23 декабря 1878
- Чилаев, Алексей Семёнович; майор; № 6103; 3 декабря 1839
- Чилаев, Василий Иванович; капитан; № 6647; 5 декабря 1841
- Чиляев, Сергей Гаврилович; ротмистр; № 6357; 11 декабря 1840 — за выслугу лет
- Чинтулов, Иван Дмитриевич; штабс-капитан; 29 сентября 1915
- Чинчик, Павел Иванович; подполковник; № 3831; 12 декабря 1824 — за выслугу лет
- Чиобану, Иосиф; поручик румынской службы; ; 25 марта 1918
- Чириков, Егор Иванович; полковник; № 7174; 17 декабря 1844
- Чиримов, Николай Иванович; подполковник; № 10120; 26 ноября 1858
- Чирков, Владимир Львович; полковник; № 7396; 12 января 1846
- Чирков, Николай Александрович; полковник; № 538 (260); 31 июля 1788
- Чистяков, Антон Петрович; поручик; 19 апреля 1917 (посмертно)
- Чистяков, Василий Петрович; поручик; 20 ноября 1915 (посмертно)
- Чистяков, Иван Дмитриевич; полковник; 26 июня 1916
- Чистяков, Павел Егорович; капитан 2-го ранга; № 4739; 21 декабря 1832 — за выслугу лет
- Чистяков, Пётр Егорович; контр-адмирал; № 5363; 6 декабря 1836 — за выслугу лет
- Чистяков, Тихон Иванович; подполковник; № 2442 (1075); 5 ноября 1812
- Чихачёв, Дмитрий Дмитриевич; поручик; 31 мая 1915
- Чихачёв, Матвей Николаевич; лейтенант; № 3382; 12 декабря 1817
- Чихачёв, Матвей Фёдорович; генерал-майор; № 4197; 25 декабря 1828
- Чихоский, Генрик; генерал-майор румынской службы; 25 марта 1918
- Чиричко, Михаил Никитич; прапорщик; 18 ноября 1916 (посмертно)
- Чичагов, Василий Яковлевич; контр-адмирал; № 217 (203); 26 ноября 1773 — за 18 морских кампаний
- Чичагов, Иван; подполковник; № 3464; 26 ноября 1819
- Чичагов, Павел Васильевич; капитан 2-го ранга; № 728 (375); 18 мая 1790
- Чичагов, Родион Александрович; подполковник; № 3955; 26 ноября 1826
- Чичагов, Степан Иванович; капитан; № 7518; 12 января 1846
- Чичерин, Василий Николаевич; полковник; № 1094; 26 ноября 1794
- Чичерин, Николай Александрович; полковник; № 1940 (847); 20 мая 1808
- Чичерин, Пётр Александрович; полковник; № 1937 (844); 20 мая 1808
- Чичков, Иван Тимофеевич; прапорщик; 11 февраля 1917 (посмертно)
- Чичуа, Лонгин Михайлович; подпоручик; 7 ноября 1915
- Чишинич, Иван Иванович; полковник; № 3825; 12 декабря 1824

## Чо
- Чоглоков, Григорий Иванович; генерал-майор; 23 апреля 1915
- Чоков, Пётр Павлович; подполковник; № 5029; 3 декабря 1834

## Чу
- Чубинский, Николай Иванович; подполковник; № 6298; 11 декабря 1840
- Чуваша, Леонтий Михайлович; майор; № 5861; 1 декабря 1838
- Чуди, Рудольф Рудольфович; полковник; № 8204; 26 ноября 1849
- Чуйкевич, Пётр Андреевич; генерал-майор; № 4417; 18 декабря 1830
- Чуйкевич, Сергей Петрович; капитан; 3 февраля 1915
- Чуйко, Аполлон (Павлович?); капитан; № 9858; 26 ноября 1855
- Чуйков, Виктор Павлович; подполковник; № 7814; 26 ноября 1847
- Чуйков, Леонид Фёдорович; штабс-капитан; 18 октября 1917
- Чуксеев, Иван Леонтьевич; есаул; № 5342; 1 декабря 1835
- Чулков, Николай Васильевич; капитан; 2 июня 1915
- Чулков, Николай Петрович; капитан; № 6358; 11 декабря 1840
- Чумаков, Иван Семёнович; подполковник; № 8711; 26 ноября 1851
- Чумаков, Николай Дмитриевич; поручик; 15 октября 1916
- Чумаченко, Иван Александрович; штабс-капитан; 11 марта 1915
- Чумаченко, Михаил Васильевич; войсковой старшина; 19 мая 1915
- Чумаченко, Степан Иванович; прапорщик; 1 апреля 1916
- Чумичев, Алексей Алексеевич; подполковник; № 4840; 25 декабря 1833
- Чупровский, Сергей Яковлевич; прапорщик; 3 февраля 1916 (посмертно)
- Чупрун, Михаил Фёдорович[1]; майор; № 7047; 4 декабря 1843
- Чурсов, Василий Лукич; майор; № 6572; 5 декабря 1841
- Чутин, Иван Константинович; подполковник; № 2335; 26 ноября 1811
- Чутин, Константин Яковлевич; капитан; № 7900; 26 ноября 1847
- Чухнин, Павел Иванович; капитан; № 6890; 3 декабря 1842
- Чушинский, Александр Степанович; штабс-ротмистр; 14 ноября 1916

## Чх
- Чхетиани, Христофор Павлович; капитан; 5 августа 1917